# 이종욱 (야구인)
이종욱(李鍾旭, 1980년 6월 18일~)은 대한민국의 야구 선수 출신 야구 지도자이다. 현역 시절에 KBO 리그의 팀인 두산 베어스와 NC 다이노스에서 외야수로 활동했으며, 현재는 삼성 라이온즈의 작전/외야코치를 맡고 있다. 빠른 발을 가지고 있기 때문에 일명 '육상부'를 이끄는 리드오프 선수로 불렸다.
선린정보고등학교 졸업 후 현대 유니콘스의 지명을 받았고 영남대학교에 입학했다. 대학 졸업 후 2003년 현대 유니콘스에 공식 입단하여 프로 선수가 되었으나 1년간 1군 소속으로 활동하지 못하고 상무 야구단에 2년간 복무했다. 군 복무를 마친 직후에 구단에서 방출되었으며 2006년 고교 동기인 유격수 손시헌의 도움으로 두산 베어스에 신고선수로 이적했다. 두산 소속 선수로는 입단한 첫 해에 1번 타자로 자리잡았고 그 해 도루 1위에 올랐다. 2007년과 2008년 골든글러브 외야수 부문에 이름을 올렸으며 KBO 도루상(2006), KBO 득점상(2008)을 수상했다. 이후 2013년 시즌이 끝난 후에 FA 자격을 얻어 4년 총액 50억원에 NC 다이노스로 이적했고 2018년 시즌이 끝나고 은퇴했다.
프로 입단 이전부터 대한민국 국가대표로 활동했으며 프로 입단 후에도 주요 국제 대회에 참가하여 국가대표 베테랑 외야수로 자리잡았다. 그는 2008년 하계 올림픽에서 금메달을 획득했으며 2009년 월드 베이스볼 클래식 준우승, 2010년 아시안 게임 금메달 획득에 기여했다.

## 아마추어 경력
이종욱은 1980년 6월 18일 서울특별시 중랑구에서 태어났다. 서울면목초등학교 재학 시절 학교 대표로 육상 대회에 나갈 정도로 발이 빨랐던 그는 처음에는 축구를 하려고 했으나 축구부가 없어서 초등학교 때 '자이언츠' 리틀 야구팀에서 야구를 시작했다. 이후 홍은중학교와 선린정보고등학교를 거쳤다. 선린정보고등학교 3학년 때인 1998년 9월 대한민국 청소년 국가대표에 선발되었으며 일본 오사카에서 열린 제3회 아시아 청소년 선수권 대회에 처음으로 국제 대회에 출전했다. 1999년에 신인 드래프트 2차 2순위로 현대 유니콘스에 지명된 뒤 영남대학교 체육학과에 진학했고, 3학년인 2001년에는 처음으로 대한민국 성인 국가대표에 선발되었으며 그 해 9월 대만 타이베이에서 열린 2001년 아시아 선수권 대회에 출전했다. 대한민국 대표팀은 이 대회에서 대만 대표팀의 뒤를 이어 준우승을 차지하면서 이종욱도 국제 대회 첫 메달을 획득했다.

## 현대 유니콘스
1999년 한국프로야구 신인 드래프트 당시 현대 유니콘스의 스카우트 팀장이었던 김진철은 이종욱의 빠른 발과 강한 어깨를 주목했고, 1999년에 2차 2라운드 16순위로 지명되었다. 1999년부터 2003년 영남대학교 체육학부 체육학과를 졸업하고 계약금 9,000만원, 연봉 2,000만원의 조건으로 입단했다. 하지만 타격에서 재능을 발휘하지 못해 1군 경기에 출장하지 못했다.
2003년 12월에 입대해 군 복무를 마치고 2005년 11월에 제대했으나 20일 후 현대 유니콘스에서 방출됐다. 그 이유는 당시 현대 유니콘스에는 리드오프로 활약했던 정수성이 있어 그와 같은 발 빠른 타자에 대한 수요가 없었기 때문이다. 이후 두산 베어스에서 리드오프로 좋은 활약을 보여주자 당시 투수코치였던 김시진은 2009년 시즌에 "당시 현대 유니콘스에서 방출된 것은 아쉽지만 현재 두산 베어스에서 좋은 모습을 보여주고 있는 것은 다행이다"는 말을 했다.

## 두산 베어스

### 2006년
방출 후 선수 생활에 은퇴 위기를 맞기도 했으나 그때 선린정보산업고등학교 동기이자 친구인 손시헌의 추천으로 KBO리그의 다른 팀인 두산 베어스의 입단 테스트를 받았다. 이후 2006년 두산에 신고선수로 입단했고 곧바로 정식 선수로 등록되었다. 한편, 팀에서는 2006년 WBC에 출전했던 김동주는 1루 슬라이딩 중 부상으로, 포수 홍성흔은 팔꿈치 통증으로 제외되어 공수 양면에서 치명적인 공백이 생겼고, 당시 감독이었던 김경문은 시범 경기 중 '발야구로 승부를 걸겠다'고 하며 공백을 메우기 위해 시범 경기부터 기동력 야구를 위해 발 빠른 선수를 중용했다. 또한 그도 시즌 전의 전지 훈련에서 좋은 모습을 보였다.
시즌이 시작되자, 그는 다음 날 LG 트윈스와의 경기에서 대수비로 출전 1군에 데뷔해, 1타수 무안타를 기록했다. 그는 시즌 초반 주로 대주자나 대수비로 기용되다가 그 해 5월부터 베테랑 외야수 장원진, 전상렬을 밀어내고 5월부터 좌익수 겸 1번 타자로 주전 자리를 꿰찼다. 그리고 좋은 활약을 인정받아 올스타전에 감독 추천 선수로 출전했다. 그러나 9월 이후에는 타율이 0.239에 그치며 시즌 말미에 갈수록 지친 기색을 보였다. 그는 당시 SK 와이번스 소속이었던 정근우와도 도루 경쟁을 벌여서, 51도루로 도루왕을 차지했다. 하지만 그의 활약에도 불구하고 4번 타자 김동주의 부상 등으로 5위에 그쳐 포스트시즌 진출에 실패했다.
그는 시즌 후 신인왕 후보에 올랐으나 투수 트리플 크라운을 달성한 좌완 투수 류현진에게 밀려 단 한 표도 받지 못하며 수상에 실패했다. 그는 또한 외야수 부문 골든 글러브 후보에 올랐으나, 45표 득표에 그쳐 수상에는 미치지 못했다. 하지만 일구회의 의지선수상을 수상했고, "다시 야구를 할 수 있게 돼 행복했는데 큰 상까지 주셔서 감사드린다"고 수상 소감을 밝혔다. 시즌 후인 2007년 1월 10일, 지난 해보다 4,000만원 인상된 6,000만원에 2007 시즌 연봉 재계약을 체결했으며, 이는 구단 역대 최고인상률 기록(200%)이었다.

### 2007년
주로 중견수를 맡았으며, 예년과 같이 좋은 활약을 펼쳤다. 그리고 올스타전에 감독 추천 선수 자격으로 참가했다. 2007년에 그는 체력 부담을 극복해 9월 이후에도 타율이 0.359에 이르렀고, 2루타 20개, 3루타 12개로 장타도 증가했다. 그는 당시 LG 트윈스의 1번 타자였던 이대형과 도루왕 경쟁을 벌였고, 이대형에 밀려 47도루로 2위에 머물렀지만, 3할대 타율, 득점 2위, 최다 안타 3위에 이름을 올렸다. 특히 2007년에는 그를 포함해 고영민, 민병헌이 사상 최초로 3명이 30도루를 달성해, 팀 특유의 발야구가 최정점에 이르렀다.
그 해 다니엘 리오스와 맷 랜들의 원투 펀치로 정규 시즌 2위를 기록해 포스트 시즌에 진출했고, 플레이오프에서 한화 이글스를 3연승으로 가볍게 제압했다. 그는 플레이오프에서 투수 안영명과 빈볼 시비가 있기도 했지만, 2차전에서 정민철을 상대로 홈런을 쳐 내는 등, 타율 0.545(11타수 6안타), 7득점, 3타점, 2도루로 플레이오프 MVP를 수상했다. 팀은 한국시리즈에 진출해 SK 와이번스와 맞붙었으며, 그는 1차전에 선두 타자로 나서 안타를 치고 출루한 뒤 고영민의 타격 때 득점했다. 이후 3회초에 도루할 때 정근우의 세운 스파이크에 무릎에 피가 맺혔고, 5회에는 도루 시도 때 포수의 송구가 외야로 빠지자 3루로 진루하려 했으나 정근우가 다리를 손으로 막았다. 이에 정근우의 플레이에 논란이 일었고, 당시 주루 방해를 선언하지 않은 심판도 그날 이후 오심이라고 인정했다. 하지만 이후 김동주의 희생플라이 때 3루에서 홈을 파고들어 득점해 팀의 승리에 크게 일조했다. 하지만 팀은 이후 2차전 승 뒤에 4연패를 당해 한국시리즈 준우승에 그쳤고, 그는 6차전에 삼진을 당하며 2007년 한국시리즈의 마지막 타자가 됐다.
그는 외야수 부문 골든 글러브 후보에 올라 유효표 397표 중에 350표를 획득(득표율 88.2%), 최다 득표로 수상했고, 플레이오프 2차전에서 그가 솔로 홈런을 치며 환호하는 순간의 사진으로 골든 포토상 수상을 차지했다. 그리고 11월 29일, 한국프로야구선수협회가 선정하는 올해의 선수로 뽑혔다. 시즌 후인 2008년 1월 11일, 종전 연봉 6천만 원보다 116.7% 오른 1억 3,000만원에 재계약하며 이적 2년 만에 억대 연봉을 받게 됐다.

### 2008년

2008년 골든 글러브 외야수 부문 수상 당시의 모습.

당시 감독이었던 김경문은 2006년부터 줄곧 1번 타자를 맡던 그에게 2번 타자를 맡게 하고 지난 시즌 0.244의 타율과 0.308의 출루율로 가능성을 보인 민병헌을 1번 타자에 배치했다. 그러나 민병헌은 5월 후반까지 타율이 2할 언저리에 머물렀고, 그 또한 스윙이 커져 시즌 초반 타율이 2할대 초반에 머물렀다. 하지만 4월 후반부터 부담을 떨쳐내고 다시금 제 모습을 보이기 시작했다. 그는 2008년 올스타전 6차 투표 때까지 동군 외야수 4위를 기록해 올스타전 출전이 어려워 보였지만 롯데 자이언츠의 정수근이 폭행 사건으로 무기한 실격 처분을 받아 마지막 집계에서 동군 외야수 3위로 올스타전에 출전하게 됐다. 그는 처음으로 올스타 베스트 10에 뽑혔다. 또한 그는 베이징 올림픽에도 출전했고 그 이후의 첫 선발 출전 경기에서 개인 최다 5안타를 쳐 내기도 했다. 5월달까지는 도루 경쟁에서 밀렸지만 6~7월 사이 도루 1위였던 이대형이 타격 부진에 시달리는 사이 간격을 좁혔다. 그리고 7월 22일 한화 전에는 3도루를 기록하며 역대 3번째 3년 연속 40도루를 달성하는 동시에 단독 도루 1위로 올라섰다. 그러나 이대형이 시즌 막판에 도루를 많이 성공시키며 도루왕 탈환은 멀어졌다. 하지만 그는 98득점으로 득점왕에 올랐다.
팀은 그 해에 시즌 2위를 기록했고 플레이오프에서 삼성 라이온즈를 상대해 4승 2패로 한국시리즈에 진출했다. 그는 플레이오프에서 5차전에서의 두 차례 슬라이딩 캐치를 비롯해 6경기 연속 멀티 히트를 기록하며 0.517의 타율(29타수 15안타), 3타점 6득점의 맹활약으로 플레이오프 MVP에 선정됐고 2년 연속 플레이오프 MVP를 차지했다. 팀은 한국시리즈에서 2년 연속 SK 와이번스와 맞붙었으나 1승 뒤 4연패로 2년 연속 준우승에 머물렀고, 그는 22타수 5안타 0.227의 타율로 부진했다.
그는 외야수 부문 골든 글러브 후보에 올라 총 202표를 받아 외야수 중에 세 번째로 많은 득표수로 골든 글러브 2년 연속 수상을 차지했으며, "올해 성적이 별로 안 좋아 기대는 안 했는데 모든 분들께 너무 감사하다. 부모님을 비롯 많은 분들께 감사드리며 내년에도 더 좋은 플레이로 보답할 수 있도록 노력하겠다"고 소감을 밝혔다. 시즌 후 지난 시즌보다 4,200만원(32.3%) 오른 1억 7,200만원에 재계약했다.

### 2009년

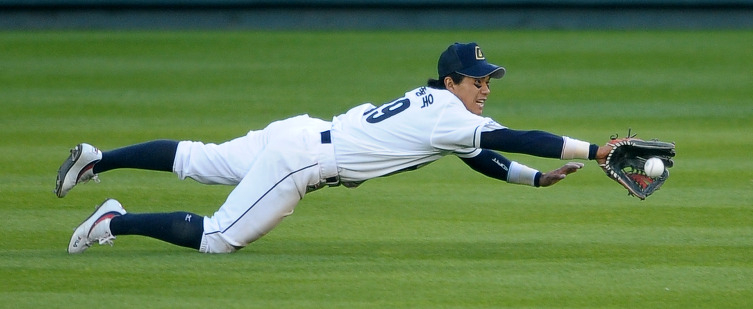
2009년 한국 프로 야구 포스트시즌 플레이오프 3차전 9회초 1사 1, 2루 상황에서 정상호의 안타성 타구를 몸을 날려 잡아내는 장면.

시즌 전 WBC 대표로 차출됐으나 부진했다. 시즌이 들어선 후에는 4월 11일, LG 트윈스와의 원정 경기에서 첫 타석 2루타, 두 번째 타석 볼넷, 세 번째 타석 안타, 네 번째 타석 투런 홈런, 다섯 번째 타석 3루타를 쳐 내며 KBO 리그 통산 14번째 사이클링 안타를 기록했다. 하지만 5월 8일 왼쪽 팔꿈치 통증으로 2군으로 내려갔고, 휴식 후 5월 19일에 복귀했으나 다음 날까지 7타수 무안타로 부진했다. 5월 22일부터 28일까지 6경기를 대주자, 대수비로만 출전했다. 그리고 29일에 선발 출장해 27일, 25번째 타석 만에 안타를 쳐 냈다.
그러나 6월 2일 KIA전에서 김종국의 뜬공을 잡으려다가 2루수 김재호의 왼발 스파이크에 목을 부딪혀 피를 흘리며 정신을 잃고 쓰러졌고, 병원에 후송된 결과 오른쪽 목이 3cm 정도 찢어져 출혈이 있었고 턱관절 골절로 판명됐다. 그 사이 그의 공백은 고졸 신인 정수빈이 대신 메웠고, 부상 당시 시즌 복귀도 어려울 것으로 예상되었지만, 수술 후 빠르게 재활을 거친 그는 2군 경기에 출전해 홈런을 쳐 냈고, 7월 17일에 1군에 복귀했다. 1군 복귀 뒤 대주자, 대타로 경기에 나서던 그는 7월 22일, 50일만에 선발 출장했다. 복귀하면서 턱 보호대가 있는 일명 '검투사 헬멧'을 사용했고, 복귀 후 44경기에 출장해 타율 0.299, 19타점, 25도루를 기록해 제 모습을 보여줬다. 또한 부상이 있었음에도 불구하고 올스타전 베스트 10에 뽑혀 출전했다.
팀은 그 해 시즌 3위를 기록했고, 준 플레이오프에서 롯데 자이언츠와 맞붙어 3승 1패로 첫 경기 패전팀이 플레이오프에 진출했다. 그는 준플레이오프에서 타율 0.278(18타수 5안타), 4득점, 2타점으로 팀의 승리에 공헌했다. 플레이오프 1차전에는 4타수 무안타로 침묵했지만, 2차전에서는 3타수 2안타, 1타점을 기록했고, 3차전에서도 정상호의 안타성 타구를 다이빙 캐치로 잡아내는 동시에 2루 주자였던 김강민을 함께 아웃 처리하는 등 맹활약했다. 그러나 팀은 2승 뒤 3연패로 한국시리즈 진출에 실패했다.
그는 이 시즌 골든 글러브 후보에는 들지 못했고, 외야수 부문의 시상자로 시상식에 참석했다. 시즌 후 6월에 당한 부상 등으로 조금 활약이 주춤하며 연봉이 삭감됐다.

### 2010년
시즌 전 스프링 캠프에서 타격 자세를 배트를 꼿꼿이 세운 상태에서 눕히는 것에서 배트를 눕혀 준비 동작에서 여유를 갖도록 바꾸며 재기를 노렸다. 그러나 시즌이 시작되자 4월 타율이 2할대에 머물렀고, 4월 22일에는 수비 중 왼손목 부상을 당하며 11일간 쉬기도 하는 등 활약이 미미했다. 하지만 복귀 후 5월부터는 한 달 간 34안타를 몰아치며 타율 0.382를 기록하는 등 타격감이 절정에 이르렀다.7월 10일, 귀루 중 발목을 접질리면서 오른쪽 발목 부상을 당했으나, 얼마 안되어 외야수 부문 3위로 올스타전에 베스트 10에 뽑혔다. 그는 후반기에 들어 타율이 점점 떨어졌다. 이 시즌에는 도루가 특히 적었는데, 그 이유로 "단순히 뛰는 게 좋은 것은 아니다"라며 도루 수 감소 이유를 밝혔다. 하지만 시즌 최종전에서 5년 연속 30도루를 성공시키며 자신의 건재함을 알렸다.
2년 연속 3위를 차지한 팀은 준플레이오프에서 롯데 자이언츠를 상대했고 2연패를 당했으나 이후 3연승으로 플레이오프에 진출했다. 그는 패한 1, 2차전에서도 9타수 4안타로 팀 내 가장 좋은 타격을 보였고, 3차전에서는 3번 타자로 출전해 1점 홈런을 쳐 내며 팀 승리에 공헌했다. 팀은 플레이오프에서 삼성 라이온즈와 맞붙었고, 그는 1차전에서 유격수 플라이 때 홈에 쇄도해 득점하고, 2차전에는 4타수 3안타, 1타점, 1득점을 기록하는 등의 활약을 보여줬다. 두 팀은 5회 연속 1점 차 승부 끝에 삼성 라이온즈가 3승 2패로 승리하며 한국시리즈 진출에 실패했다.
그는 외야수 부문 골든 글러브 후보에 올라 155표를 얻으며 3위로 골든 글러브를 수상했다. 또한 1억 9,200만원에 협상해 지난해보다 3,000만원 오른 연봉에 재계약했다.

### 2011년
시즌 초 타격 부진에 시달렸으나, 4월 중반부터 상승세를 보이며 타율을 끌어올렸다. 그러던 중 4월 24일 한화 이글스전에서 투수 앞 땅볼을 치고 1루에 헤드퍼스트 슬라이딩을 시도하다 베이스에 왼 엄지손가락을 부딪혔으나 큰 부상은 아니었다. 그러나 부상 회복이 더뎌 잠시 경기에 출전하지 못했다. 하지만 그를 대체할 선수가 없었고 팀도 부진해 5월 초반 다시 선발 라인업에 복귀했다. 복귀 후 타격 부진에 시달려 몇 하위 타선에 배치됐으나, 다시 예년 같은 활약을 펼쳤다. 이 시즌에는 팀 성적 부진 등으로 올스타전 팬투표에서 뽑히지 못했고, 감독 추천 선수에도 들지 못해 2006년 이후 처음으로 올스타전에 참가하지 못했다. 8월 5일, 6일에는 넥센 히어로즈를 상대로 데뷔 첫 두 경기 연속 홈런을 쳐 냈으며, 특히 6일에는 데뷔 첫 3점 이상의 홈런을 쳐 냈다. 그는 이 시즌 잦은 부상을 당했고, 타율 9위를 기록했으며, 개인 시즌 최소 도루인 20도루를 기록했다. 그는 외야 수비 때나 도루 시도 등 주루 플레이 때 다소 소극적으로 플레이해 자신의 장점인 허슬 플레이를 맘껏 보여주지 못했다는 아쉬움이 컸다고 했다.
팀은 당시 감독이었던 김경문의 시즌 중 퇴진 등 우여곡절을 겪으며 시즌을 5위로 마무리지었고 포스트시즌 진출에 실패했다. 그는 골든 글러브 외야수 부문 후보에 올랐으나, 전체 306표 17표 만을 득표하며 수상에는 실패했다.2011년 시즌보다 7% 인상된 2억 500만원에 2012 시즌 연봉 재계약을 하며 데뷔 첫 2억대 연봉을 돌파했다.

### 2012년

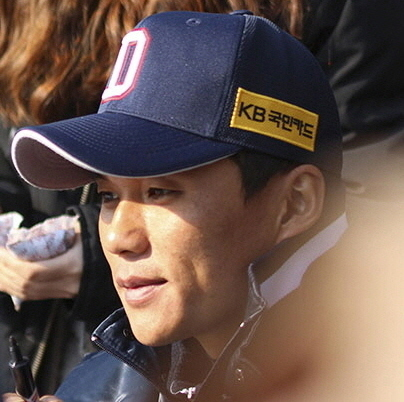
2012년 곰들의 모임에 참석한 모습.

시즌 초반인 4월에 타율 0.306, 19안타 10득점으로 팀의 공격을 이끌었으나, 이후 타율이 5월에는 0.202, 6월에는 무릎 부상등이 겹치며 0.143까지 내려갔다. 극심한 부진으로 하위 타순으로 밀려났고, 당시 감독이었던 김진욱을 비롯해 이토 쓰토무 수석 코치 등이 부진 탈출을 위해 많은 노력을 기울였으나 부진은 길어졌다. 결국 6월 말 그 동안 그를 꾸준히 지도했던 당시 2군 감독이었던 송재박이 타격 코치로 올라왔고, 노스텝 자세와 어퍼 스윙 대신 짧게 끊어치는 땅볼 위주의 타격에 주력했다. 한편 6월 29일 부상으로 팀 전력에서 제외된 임재철을 대신해 주장을 맡은 그는, 7월 0.247, 8월 0.262로 타율이 상승했다. 7월 27일에 역전 끝내기 안타로 데뷔 첫 끝내기 안타를 쳐 냈다. 시즌 121경기에서 2할 4푼의 타율(타율 최하위), 21도루를 기록하며 지금까지 치렀던 시즌 중 가장 부진한 모습을 보였던 그는, "사실 크게 아픈 데는 없었다. 이상하게 방망이가 맞지 않더라. 좋은 경험이었다. 이렇게 하면 안 된다는 걸 깨닫게 됐다. 야구가 참 어렵다"고 말했다.
팀은 페넌트레이스 3위를 기록하며, 준플레이오프에서 4위 롯데 자이언츠와 맞붙어, 첫 두 경기에서 2연패를 당했다. 그러나 3차전에서 그가 1회초 선두 타자로 나서 몸에 맞는 볼로 출루한 뒤, 2루 도루에 성공하고, 후속타 때 득점을 해 부상 투혼을 보여줬다. 이 활약 덕에 팀은 3차전을 승리했다. 하지만, 심각한 종아리 부상으로 인해 남은 시리즈에 출전하지 못했고, 팀은 롯데 자이언츠에게 4차전을 패배하며 플레이오프 진출에 실패했다. 올 시즌 부진으로 인해 800만원이 깎인 1억 9,700만원에 2013 시즌 연봉을 계약했다.

### 2013년
작년 커리어 로우의 성적을 거뒀고, 시즌 뒤 FA 자격을 얻기 때문에 2013년 시즌은 그에게 있어서 중요한 해였다. 개막전부터 19경기 연속 출루 행진을 이어갔으나, 4월말 왼쪽 햄스트링 부상으로 잠시 2군에 내려갔다. 이후 좋은 타격감을 유지하며 6월. 388로 월간 타율 리그 1위를 기록했으며, 6월 팀내 타자 부문 MVP로도 선정됐다. 올스타전에는 감독 추천 선수로 선발됐다. 8월 하순에 종아리 통증으로 잠시 2군에 다녀왔다가 복귀했다. 그는 이번 시즌에 개인 한 시즌 홈런, 2루타 기록을 갱신하며 주력에 장타력까지 겸비한 완성형 1번 타자의 모습을 보여줬다.
팀은 4위로 포스트시즌에 진출했다. 준플레이오프에서 넥센 히어로즈와 맞붙어 2연패 뒤 3연승을 거두며 플레이오프에 진출했으며, 플레이오프에서 LG 트윈스와 맞붙었다. 그는 1차전 첫 타석에서 3루타를 쳐 냈으며, 이 날 경기에서 2득점을 기록했다. 4차전에서는 희생플라이로 결승 타점을 기록했으며, 이 경기에서 승리하며 한국시리즈에 진출했다. 삼성 라이온즈와 맞붙은 한국시리즈에서 2할 대의 타율로 부진했으며 시리즈 중 하위 타선에 배치됐다.
시즌 후 FA를 선언했으나 소속 구단과의 우선 협상 기간 동안 계약 조건에 이견을 보여 협상이 결렬됐다. 11월 17일, 4년 총액 50억원(계약금 28억원, 연봉 5억원, 옵션 2억원)의 조건으로 NC 다이노스로 이적하였다. 11월 29일 열린 ADT 캡스플레이 2013에서 대상을 수상했다.

## NC 다이노스

### 2014년
5월 18일 두산 베어스와의 경기에서 투수 최병욱을 상대로 역대 68번째 통산 1000안타를 기록했다. 2014년 한국프로야구 올스타전 투표에서 503,389표를 얻어 웨스턴 리그 올스타 외야수에 선정됐다. 7월 7일 LG 트윈스와의 경기에서 역대 13번째 9년 연속 두 자릿수 도루를 기록했으며, 또한 이 경기에서 정성훈의 장타성 외야 타구를 잡아내며 화제가 됐다. 8월 2일 SK 와이번스와의 경기에서는 역대 109번째 통산 1000경기 출장을 달성했다. 9월 9일 삼성 라이온즈와의 경기에서 3-2로 앞선 연장 11회말 차우찬을 상대로 역대 16번째 역전 끝내기 만루 홈런을 쳐 냈다.
특히, 타점은 78타점으로 2013년에 기록한 52타점 기록을 갱신했고, 결승타는 10개로 에릭 테임즈의 17개, 나성범의 12개에 이어 팀 내에서 3위를 기록했다. 2014년 준플레이오프에서 10타수 무안타로 부진했으며, 4차전에서는 선발 엔트리에서 제외됐다가 대타로 출전해 1타수 무안타, 1삼진을 기록했다.

### 2015년
2014년 시즌이 끝난 후, 이종욱은 이호준의 뒤를 이어 팀의 새 주장이 됐다. 그는“이호준 선배의 뒤를 잇는다는 점에서 부담이 크지만 좋은 틀을 만들어 놓은 만큼 전통을 잘 잇는 주장이 되겠다”며“책임감을 가지고 열심히 하겠다”고 소감을 밝혔다. 4월 1일 넥센 히어로즈와의 경기에서 라이언 피어밴드를 상대로 역대 63번째 통산 1,100안타를 기록했다. 4월 15일 롯데 자이언츠와의 경기에서 2루 도루에 성공하면서 역대 9번째 통산 300도루를 기록했다. 6월 18일 kt 위즈와의 경기에서 역대 88번째 통산 1100경기 출장을 달성했다. 6월 21일 한화 이글스와의 경기에서 통산 9번째 10년 연속 두 자릿수 도루를 달성했다. 전반기 81경기에 출전해 79안타, 타율 0.270, 45득점, 2홈런, 31타점, 14도루, 37볼넷, 48탈삼진을 기록했다. 8월 22일 SK 와이번스와의 경기에서 신재웅을 상대로 역대 52번째 1200안타를 기록했다.
플레이오프 1, 2차전에서 출루조차 하지 못하며 부진했다. 3차전에서는 5타수 2안타, 2타점으로 팀의 승리를 이끌었고, 4차전에서는 1안타를 쳐 냈다. 그러나 5차전에서 안타를 치지 못하며 플레이오프 최종 성적 18타수 3안타, 타율 0.166, 2타점을 기록했다.

### 2016년
2016년 5월 25일 SK 와이번스와의 경기에서 통산 74번째 1200경기 출장을 달성했다. 1200경기 출장 후“기록보다 많은 경기에 나가 고맙다. 긴 세월이 생각났다. 특히 1군 데뷔 첫 경기가 많이 생각났다”고 소감을 말했다. 7월 28일 삼성 라이온즈와의 경기에서 정인욱을 상대로 역대 45번째 통산 1300안타를 기록했다. 8월 23일 KIA 타이거즈와의 경기에서 김윤동을 상대로 역대 30번째 7년 연속 100안타를 기록했다. 8월 25일 한화 이글스와의 경기에서 송은범을 상대로 역대 8번째 11년 연속 두 자릿수 도루를 기록했다. 9월 6일 한화 이글스와의 경기에서 파비오 카스티요를 상대로 역대 58번째로 2루타 200개를 기록하게 됐다. 10월 4일 넥센 히어로즈와의 경기에서 스콧 맥그레거를 상대로 역대 76번째로 통산 500타점을 달성했다.
플레이오프 3경기에 출장해 13타수 2안타, 타율 0.154, 출루율 0.154, 장타율 0.267로 부진했다. 반면 한국시리즈에서는 4경기 출장해 13타수 4안타 1타점 타율 0.308 출루율 0.308로 활약했으나, 팀은 두산 베어스에 패배해 준우승에 그쳤다. 시즌 후 주장직을 박석민에게 넘겨줬다.

### 2017년
당시 감독이었던 김경문의 리빌딩 선언으로 미국 애리조나주 투손에서 열리는 전지훈련에서 다른 베테랑 선수인 이호준, 손시헌 등과 함께 명단에서 제외되었다. 주전 자리를 넘기고 줄곧 2군에 머무르다가 개막 후 14경기가 지난 4월 18일에 처음으로 1군에 등록되었고, 그 당일 롯데 자이언츠와의 경기에서 바로 1번 중견수로 선발 출장했다. 이후 계속 꾸준히 경기에 출장했다. 4월 29일, KIA 타이거즈와의 경기에서 동점인 가운데 12회초 1사 1, 2루에서 결승 쓰리런 홈런을 쳐냈다. 4월 타율이 0.216에 그쳤지만, 5월에 타율 0.357에 이어 6월 3할 후반대의 타율로 좋은 타격감을 유지했다. 5월 7일과 6월 16일 경기에서는 4타점 경기를 만들어냈다. 7월 후반기에 들어서 타격 부진을 보여 컨디션 조절 차원에서 7월 28일에 1군에서 말소되었다가, 8월 8일에 1군에 복귀했다. 8월 30일과 9월 1일 경기에서는 각각 1회초 선두타자 홈런을 기록했다. 이번 시즌 107경기에 출장했으나, 주전이 아닌 대타 등 백업 역할을 하는 경우가 많아지면서 규정타석을 채우지 못했으며 도루도 한 자릿수로 줄어들었다.
소속팀은 NC 다이노스는 이번 시즌 4위를 기록해 와일드카드 결정전에 진출했으며, 이종욱은 와일드카드 결정전 엔트리에 포함되었다. 10월 5일 SK 와이번스를 상대하는 와일드카드 결정전에서 팀은 10-5로 승리했으며, 이종욱은 경기 후반 대타로 투입되었다. 이은 준플레이오프에서 NC 다이노스는 롯데 자이언츠와 맞붙었으며, 이종욱은 다시 엔트리에 이름을 올렸다. 그는 이 시리즈 5경기에 모두 출전하면서 개인 통산 26번째 준플레이오프 경기에 출전해, 역대 준플레이오프 최다 경기 출장 기록을 세웠다. NC 다이노스는 플레이오프 진출해 두산 베어스와 맞붙었으나, 1승 3패로 시리즈를 내주었다. 시즌 후 개인 두 번째 FA 자격을 취득했으나 1년 5억에 잔류했다. 이종욱은 "아쉽지 않다. 오히려 1년 더 뛸 수 있는 기회가 주어졌다 생각한다. 현역 생활이 사실상 마무리 단계에 접어든 만큼, 계약에는 큰 욕심이 없다. 현재 시장 상황을 감안한다면 오히려 다행스럽고 감사하다. 은사인 김경문 감독님이 계셨기에 그나마 계약이 가능했던 것 같다."고 밝혔다.

### 2018년
시즌 개막 후 이종욱은 타격에서 부진한 모습을 보였고, 소속팀 NC 다이노스도 4월에 9연패를 당하는 등 어려운 출발을 했다. 5월 15일에 무릎 통증으로 1군에서 말소되었고, 5월 28일에 건국대학교병원에서 양 무릎 변연절제술 및 연골편절제 수술을 받았다. 당초 복귀에는 2개월이 걸릴 것으로 예상되었으나, 그보다 긴 약 4개월 후인 9월 17일에 2군 경기를 치른 뒤 9월 20일에 1군에 합류했다. 정규 시즌이 끝난 직후인 10월 24일에 현역 은퇴를 선언했다.

## 국가대표팀 경력

### 2008년 하계 올림픽
2007년 3월에 두산 베어스의 감독을 맡고 있던 김경문이 대표팀 감독으로 선임되었고, 11월 30일에 2007년 아시아 선수권 대회 겸 2008년 하계 올림픽 예선의 최종 엔트리가 발표되었다. 그는 외야수 중 당시 같은 팀이었던 민병헌과 함께 포함되었다. 대만과의 첫 경기에서 선발 투수 린언위로부터 결승 역전 3점 홈런을 쳐 냈다. 그는 일본과의 두 번째 경기에서는 1번 타자로 예상됐으나, 10분전에 오더가 바뀌며 8번 타자로 바뀌었고, 경기 후반 희생 플라이를 쳐 내며 1타점을 올렸으나 팀은 1점차로 패했다. 필리핀과의 세 번째 경기에서 1타점을 기록했고, 팀은 콜드 게임 승을 거뒀다. 그 결과 대표팀은 2승 1패로 2위에 머물며 3승을 기록한 일본에게 밀려 올림픽 직행에 실패했고, 2차 예선에 참가했다.
올림픽 최종 예선 엔트리는 2008년 3월 5일 발표됐고, 같은 팀 중에는 투수 김선우, 내야수 김동주, 고영민, 그리고 상무 야구단에 복무 중이었던 손시헌과 함께 포함됐다. 첫 경기 남아공전에서 몸에 맞는 볼로 출루하고 도루에 성공한 뒤 이승엽의 2루타 때 득점을 했다. 그러나 이후 4타수 무안타에 그치며 호주전에서는 이용규가 그 대신 선발 출전했다. 호주전에서 진갑용 대신 대주자로 출장했다. 그는 9일 멕시코전에서 대표팀 첫 3루타를 쳐 내며 2타점을 기록했으며, 6타수 1안타를 기록했다. 10일 스페인전에서 1안타, 3볼넷으로 높은 출루율을 보였다.이틀 뒤 독일전에서 2번 타자로 출전, 볼넷을 얻어냈다. 13일 캐나다전에서 1타점을 기록했으나 팀은 1점차로 패했다. 대한민국 대표팀은 마지막 경기 대만전에서 1점차로 승리하며 2위(6승 1패)로 올림픽 본선에 진출했다.
올림픽 엔트리는 2008년 7월 14일 발표됐고, 외야수 중에서 같은 팀 김현수와 함께 포함됐다. 올림픽 야구 본선은 8월 13일부터 시작됐다. 첫 날 미국전에서 4타수 2안타, 1타점, 1득점을 기록했고, 끝내기 희생 플라이를 쳐 냈다. 15일 캐나다전에서 안타성 타구를 다이빙 캐치하며 류현진의 완봉승에 일조했다. 다음 날 일본전에서는 절묘한 기습번트와 도루로 2득점을 이끌었다. 17일 중국전 11회 승부치기에서 2루 주자로 나가 이승엽의 끝내기 안타 때 득점해 1점차로 승리했다. 18일 대만전에는 안타를 치고 득점했으나, 경기 후반 외야 뜬 공을 펜스 앞에서 놓치는 실수를 했다. 19일 쿠바전에는 경기 후반에 교체 투입됐고 1타점 적시타를 쳐 내며 타점을 기록했다. 20일 네덜란드전에는 5타수 3안타로 활약했고, 예선 성적은 27타수 10안타, 타율 0.370, 3타점, 4득점, 2볼넷, 2도루를 기록했다.
일본과의 준결승전에서는 큰 활약을 하지 못했다. 쿠바와의 결승전에서 볼넷으로 출루했고, 다음 타자 이용규가 2루타를 쳐 냈으나 아웃 카운트를 착각한 그가 홈으로 들어오지 않는 실수를 범했다. 하지만 대표팀은 1점차로 승리하며 9전 전승으로 금메달을 획득했다.
- 성적 (예선)

| 경기 | 타수 | 득점 | 안타 | 2루타 | 3루타 | 홈런 | 타점 | 도루 | 희생타 | 4사구 | 삼진 | 타율  | 장타율 | 출루율 |
| ---- | ---- | ---- | ---- | ----- | ----- | ---- | ---- | ---- | ------ | ----- | ---- | ----- | ------ | ------ |
| 10   | 26   | 7    | 5    | 1     | 1     | 1    | 9    | 3    | 1      | 10    | 5    | 0.192 | 0.423  | 0.417  |

- 성적 (본선)

| 경기 | 타수 | 득점 | 안타 | 2루타 | 3루타 | 홈런 | 타점 | 도루 | 희생타 | 4사구 | 삼진 | 타율  | 장타율 | 출루율 |
| ---- | ---- | ---- | ---- | ----- | ----- | ---- | ---- | ---- | ------ | ----- | ---- | ----- | ------ | ------ |
| 9    | 34   | 4    | 10   | 0     | 0     | 0    | 3    | 2    | 1      | 3     | 4    | 0.294 | 0.294  | 0.351  |

### 2009년 월드 베이스볼 클래식
2009년 2월 2009년 월드 베이스볼 클래식에 참가하는 대한민국 대표팀 최종 엔트리에 외야수로서는 당시 같은 팀이었던 김현수와 함께 선발됐다. 그는 주로 톱타자로 경기에 출장해 1라운드에서는 대만, 중국, 일본과의 경기에서 볼넷으로 출루해 선취 득점에 성공했지만, 타격감이 좋지 않았다. 멕시코전까지 타율 0.188(16타수 3안타)를 기록해 부진했던 그는, 일본전에서는 좋은 타격감을 선보이고 있던 이용규에게 자리를 내 줬다. 베네수엘라와의 준결승전에서는 김현수 대신 수비 강화를 위해 대주자로 교체돼 바로 도루에 성공했고 이후 안타 때 득점했다. 일본과의 결승전에서 경기 후반 대주자로 교체 투입돼 이범호의 안타 때 득점해 동점이 됐으나 연장전에서 스즈키 이치로의 2타점 적시타를 맞고 2점차로 패해 대표팀은 준우승에 머물렀다.
- 성적

| 경기 | 타수 | 득점 | 안타 | 2루타 | 3루타 | 홈런 | 타점 | 도루 | 희생타 | 4사구 | 삼진 | 타율  | 장타율 | 출루율 |
| ---- | ---- | ---- | ---- | ----- | ----- | ---- | ---- | ---- | ------ | ----- | ---- | ----- | ------ | ------ |
| 9    | 19   | 6    | 3    | 0     | 0     | 0    | 2    | 2    | 2      | 5     | 4    | 0.158 | 0.158  | 0.333  |

### 2010년 아시안 게임
중국 광저우에서 열리는 2010년 아시안 게임 최종 엔트리는 2010년 9월 6일 발표됐으며, 그는 외야수로서는 당시 같은 팀이었던 김현수와 함께 포함됐다. 첫 경기 대만전에서는 안타를 쳐 내지 못했다. 이후 1번 타자를 정근우에게 내 줬고, 그 대신 좋은 활약을 펼쳤다. 아시안 게임에서 타율 0.125, 3삼진으로 부진했다.
- 성적

| 경기 | 타수 | 득점 | 안타 | 2루타 | 3루타 | 홈런 | 타점 | 도루 | 희생타 | 4사구 | 삼진 | 타율  | 장타율 | 출루율 |
| ---- | ---- | ---- | ---- | ----- | ----- | ---- | ---- | ---- | ------ | ----- | ---- | ----- | ------ | ------ |
| 3    | 8    | 1    | 1    | 0     | 0     | 0    | 0    | 0    | 0      | 0     | 3    | 0.125 | 0.125  | 0.125  |

## 선수 은퇴 후 경력
2018년을 마지막으로 현역에서 은퇴한 직후, 2019년에는 NC 다이노스의 작전/주루코치로 활동했다. 2020 시즌부터 2024년 시즌까지 1군에서 같은 보직으로 코치를 맡았다.
2024년 시즌을 마친 후 NC 다이노스와 재계약하지 않기로 합의했고, 2024년 11월 5일 삼성 라이온즈의 코치로 자리를 옮겼다.

## 플레이 스타일

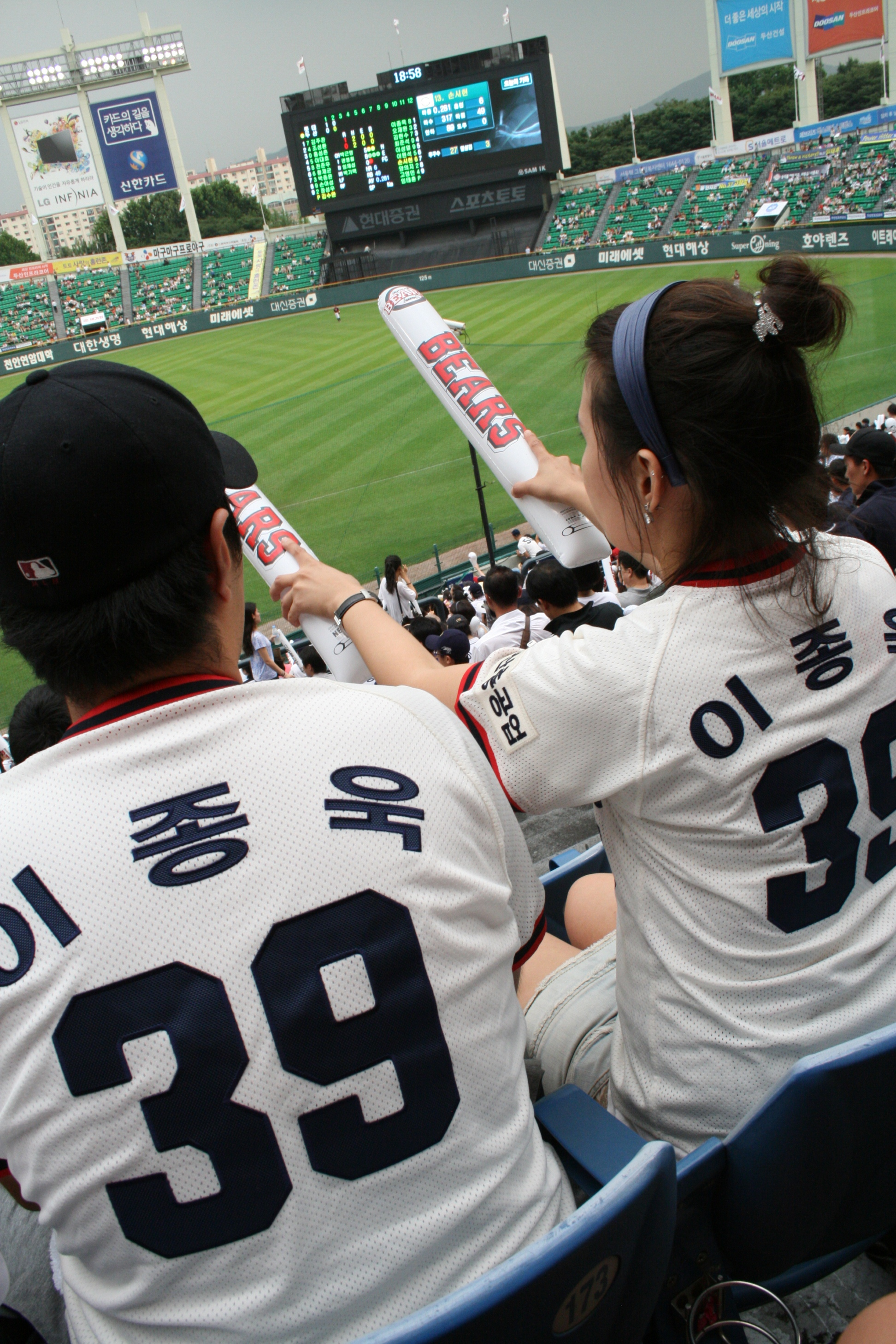
이종욱의 유니폼을 입고 응원하는 팬들.

전형적인 테이블 세터 유형의 선수로서 리그를 대표하는 1번 타자로 일컬어질 정도로 빠른 발과 탁월한 주루 센스를 보유해 병살타가 적은 편이었다. 공격적으로 타격하며 선구안이 좋고 컨택 능력이 뛰어나며, 밀어치는 능력이 뛰어났다. 변화구에는 약점이 있지만 커트를 잘해 끈질긴 승부를 했었다.
도루 능력은 리그 내 최정상급이었다. 2006년부터 2011년까지 6시즌 동안의 도루 개수가 이대형의 뒤를 이은 2위(212개)를 기록했다. 그러나 NC 이적 후 점점 도루 시도가 줄어들었는데, 그는 이에 대해 "도루로 좋지만 1루에서 상대 배터리를 흔들고 후속타 때 3루로 진루하는 게 타자에게도 유리하다. "라고 말하기도 했고, 또한 2011년 시즌 초에는 "체력적인 부담이 있어서 안 뛰는 것은 아니다. 재작년에도 크게 다치고 올 시즌도 부상으로 좀 뛰기 어렵다. 조금 조심하려고 했다."라고 말했다.
또한 근성이 강한 선수로 잘 알려져 있는데, 그 예로 2009년 6월초 턱관절 부상으로 2~3개월의 치료와 재활이 예상됐으나 불과 한 달 반 만에 복귀했었다. 또한 같은 팀 동료였던 이혜천은 2011년 시즌 전 그를 보고 "마치 독약 먹고 뛰는 것 같다. 일본 선수들도 동영상을 보여주니 칭찬을 아끼지 않았다. 다칠 것 같아서 경기 때마다 구급차를 불러놓고 해야할 것 같다."라고 말하기도 했다.
그러나 평균 타율에 비해 좌완 투수 상대 타율이 약간 떨어지는 편이었다. 2007년 시즌에 좌완 상대로 0.324를 기록한 것을 제외하고 2008년 시즌 0.247, 2009년 시즌 0.248, 2010년 시즌 0.291의 타율을 기록해 본인의 시즌 타율에 비해 저조한 성적을 기록했다. 그리고 외야 수비에 있어서 빠른 발을 살린 수비 범위는 넓으나 어깨는 평범하다고 평가받았다. 현대 유니콘스와 선수단 승계를 한 넥센 히어로즈를 상대로 징크스가 있었다. 2007년 시즌 현대 유니콘스를 상대로 0.246의 타율을 기록했고, 이듬해 우리 히어로즈를 상대로 0.189, 2009년 시즌에 0.286를 기록했다. 그러나 2010년 시즌에는 넥센 히어로즈를 상대로 맹타를 휘둘렀고, 상대팀 중 가장 높은 0.511의 타율을 기록했다. 테이블 세터이긴 하지만 이례적으로 득점권 타율이 높아 2007년 시즌에 0.385(리그 2위), 2010년 시즌에 0.359(리그 8위)를 기록했다.

## 개인사
두산 베어스 선수 시절 타석에 등장할 시의 노래는 플로 라이더의 〈In The Ayer〉이다. 응원가는 트랜스픽션의 '라디오'를 개사한 것으로, '날려라 이종욱 이종욱 이종욱 날려버려 두산의 이종욱이다'를 반복한다. 그는 영화 옹박의 주인공 배역을 맡은 토니 자와 닮아 팬들 사이에서‘옹박’혹은‘종박(종욱+옹박)이라고 불린다.
2007년 12월 9일, 영남대학교 체육학부 체육학과 재학 중 만나 6년 간 열애한 여자 친구 양유정씨와 결혼했다. 주례는 하일성이 맡고 대한민국 국립오페라단 합창단이 축가를 불렀다. 그리고 2010년 3월 20일에는 첫 딸을 얻었다.
그는 같은 팀 동료인 손시헌과 특히 친한 것으로 유명하다. 둘은 고등학교 동기였으며 대학교 졸업 후 손시헌은 두산 베어스에 신고선수로, 그는 현대 유니콘스에서 방출 후 두산 베어스에 신고선수로 입단했다. 또한 손시헌이 당시 그의 두산 베어스 입단을 도와줬다. 또한 둘은 후원회인 ‘시종회’를 운영하고 있다. 두산 베어스 선수 회장으로서 한국프로야구선수협회 10기, 11기 집행부를 역임했다.
좌우명은 ‘잡초 근성을 갖자’이다.

## 기록

### 주요 기록
- 출장

| 기록          | 날짜      | 소속팀 | 상대팀 | 장소 | 종전 기록 | 기타              | 출처    |
| ------------- | --------- | ------ | ------ | ---- | --------- | ----------------- | ------- |
| 1경기 출장    | 2006.4.9  | 두산   | LG     | 잠실 |           |                   | [ 1 ]   |
| 1000경기 출장 | 2014.8.2  | NC     | SK     | 문학 | 최정      | 역대 109번째 기록 | [ 134 ] |
| 1100경기 출장 | 2015.6.18 | NC     | kt     | 수원 | 손시헌    | 역대 88번째 기록  | [ 141 ] |
| 1200경기 출장 | 2016.5.25 | NC     | SK     | 마산 | 손시헌    | 역대 74번째 기록  | [ 145 ] |
| 1300경기 출장 | 2017.4.21 | NC     | 삼성   | 대구 |           | 역대 62번째 기록  | [ 240 ] |
| 1400경기 출장 | 2017.9.24 | NC     | LG     | 마산 | 손시헌    | 역대 51번째 기록  | [ 241 ] |

- 안타

| 기록        | 날짜      | 소속팀 | 상대팀 | 장소 | 경기 내용                      | 상대투수        | 종전 기록 | 기타             | 출처    |
| ----------- | --------- | ------ | ------ | ---- | ------------------------------ | --------------- | --------- | ---------------- | ------- |
| 1호 안타    | 2006.4.12 | 두산   | KIA    | 무등 |                                |                 |           |                  |         |
| 1000호 안타 | 2014.5.18 | NC     | 두산   | 잠실 | 5회초 선두타자 좌중간 2루타    | 최병욱          | 김현수    | 역대 68번째 기록 | [ 131 ] |
| 1100호 안타 | 2015.4.1  | NC     | 넥센   | 마산 | 4회말 2사 좌중간 안타          | 라이언 피어밴드 | 김현수    | 역대 63번째 기록 | [ 139 ] |
| 1200호 안타 | 2015.8.22 | NC     | SK     | 문학 | 8회초 선두타자 좌익수 뒤 2루타 | 신재웅          | 김현수    | 역대 52번째 기록 | [ 143 ] |
| 1300호 안타 | 2016.7.28 | NC     | 삼성   | 대구 | 4회초 1사 우중간 2루타         | 정인욱          | 김주찬    | 역대 45번째 기록 | [ 146 ] |
| 1400호 안타 | 2017.6.16 | NC     | 두산   | 잠실 | 1회초 선두타자 우전 안타       | 이영하          |           | 역대 37번째 기록 | [ 242 ] |

- 도루

| 기록                     | 날짜      | 소속팀 | 상대팀 | 장소 | 경기 내용                                                     | 종전 기록         | 기타             | 출처    |
| ------------------------ | --------- | ------ | ------ | ---- | ------------------------------------------------------------- | ----------------- | ---------------- | ------- |
| 두산 역대 최다 도루      | 2012.4.19 | 두산   | 삼성   | 잠실 | 1회 중전안타로 출루한 뒤 임재철 타석때 2루 도루               | 김민호 (232 도루) |                  | [ 243 ] |
| 개인 통산 150도루        | 2009.4.16 | 두산   | 우리   | 잠실 | 3회말 내야안타로 출루한 뒤 2루 도루                           |                   | 역대 29번째 기록 | [ 244 ] |
| 개인 통산 200도루        | 2010.6.17 | 두산   | LG     | 잠실 | 2회 2루 땅볼로 출루한 뒤 2사 1루 김현수 타석에서 2루 도루     |                   | 역대 15번째 기록 | [ 245 ] |
| 개인 통산 250도루        | 2012.9.5  | 두산   | 한화   | 대전 | 9회 볼넷으로 출루한 뒤 1사 1루 임재철 타석에서 2루 도루       |                   | 역대 13번째 기록 | [ 246 ] |
| 개인 통산 300 도루       | 2015.4.15 | NC     | 롯데   | 사직 | 2회 볼넷으로 출루한 뒤 모창민 타석때 2루 도루                 | 정근우            | 역대 9번째 기록  | [ 247 ] |
| 5년 연속 두 자릿수 도루  | 2010.5.23 | 두산   | LG     | 잠실 |                                                               |                   | 역대 41번째 기록 | [ 248 ] |
| 6년 연속 두 자릿수 도루  | 2011.6.15 | 두산   | 넥센   | 잠실 | 4회 내야안타로 출루한 뒤 2루 도루                             |                   | 역대 28번째 기록 | [ 249 ] |
| 7년 연속 두 자릿수 도루  | 2012.6.19 | 두산   | 넥센   | 잠실 | 3회 1사 김현수 타석에서 2루 도루                              |                   | 역대 20번째 기록 | [ 250 ] |
| 9년 연속 두 자릿수 도루  | 2014.7.7  | NC     | LG     | 마산 | 7회 중전안타로 출루한 뒤 나성범 타석때 2루 도루               | 김주찬            | 역대 13번째 기록 | [ 251 ] |
| 10년 연속 두 자릿수 도루 | 2015.6.21 | NC     | 한화   | 마산 | 7회 볼넷으로 출루한 뒤 지석훈 타석때 2루 도루                 | 이용규            | 역대 9번째 기록  | [ 142 ] |
| 11년 연속 두 자릿수 도루 | 2016.8.25 | NC     | 한화   | 대전 | 3회 내야안타로 출루한 뒤 지석훈 타석때 2루 도루               | 정근우            | 역대 8번째 기록  | [ 148 ] |
| 4년 연속 30도루          | 2009.9.3  | 두산   | SK     | 잠실 | 3회 무사에서 수비 실책으로 출루한 뒤 고영민 타석에서 2루 도루 |                   | 역대 4번째 기록  | [ 252 ] |
| 5년 연속 30도루          | 2010.9.24 | 두산   | 넥센   | 잠실 | 3회 무사에서 좌전 안타로 출루한 뒤 정수빈 타석에서 2루 도루   |                   | 역대 3번째 기록  | [ 82 ]  |
| 2년 연속 40도루          | 2007.9.2  | 두산   | 롯데   | 사직 | 3회초 2사 후 좌전 안타로 출루한 뒤 윤재국 타석에서 2루 도루   |                   | 역대 8번째 기록  | [ 253 ] |
| 3년 연속 40도루          | 2008.7.22 | 두산   | 한화   | 대전 | 4회 볼넷으로 출루한 뒤 2루 도루                               |                   | 역대 3번째 기록  | [ 254 ] |

- 홈런

| 기록            | 날짜      | 소속팀 | 상대팀 | 장소 | 경기 내용               | 상대투수 | 종전 기록 | 기타             | 출처    |
| --------------- | --------- | ------ | ------ | ---- | ----------------------- | -------- | --------- | ---------------- | ------- |
| 끝내기 만루홈런 | 2014.5.18 | NC     | 삼성   | 마산 | 11회말 주자 만루시 홈런 | 차우찬   | 차일목    | 역대 16번째 기록 | [ 255 ] |

- 타점

| 기록         | 날짜       | 소속팀 | 상대팀 | 장소 | 경기 내용                       | 상대투수      | 종전 기록 | 기타             | 출처    |
| ------------ | ---------- | ------ | ------ | ---- | ------------------------------- | ------------- | --------- | ---------------- | ------- |
| 통산 500타점 | 2016.10.04 | NC     | 넥센   | 마산 | 4회초 2사 1,2루에서 좌중간 안타 | 스콧 맥그레거 | 유한준    | 역대 76번째 기록 | [ 150 ] |

### 통산 기록
| 연도 | 팀명   | 포지션 | 타율          | 경기          | 타수          | 득점          | 안타          | 2루타         | 3루타         | 홈런          | 루타          | 타점          | 도루          | 도실          | 볼넷          | 사구          | 삼진          | 병살          | 실책          |
| ---- | ------ | ------ | ------------- | ------------- | ------------- | ------------- | ------------- | ------------- | ------------- | ------------- | ------------- | ------------- | ------------- | ------------- | ------------- | ------------- | ------------- | ------------- | ------------- |
| 2003 | 현대   | 중견수 | 1군 기록 없음 | 1군 기록 없음 | 1군 기록 없음 | 1군 기록 없음 | 1군 기록 없음 | 1군 기록 없음 | 1군 기록 없음 | 1군 기록 없음 | 1군 기록 없음 | 1군 기록 없음 | 1군 기록 없음 | 1군 기록 없음 | 1군 기록 없음 | 1군 기록 없음 | 1군 기록 없음 | 1군 기록 없음 | 1군 기록 없음 |
| 2004 | 현대   | 중견수 | 1군 기록 없음 | 1군 기록 없음 | 1군 기록 없음 | 1군 기록 없음 | 1군 기록 없음 | 1군 기록 없음 | 1군 기록 없음 | 1군 기록 없음 | 1군 기록 없음 | 1군 기록 없음 | 1군 기록 없음 | 1군 기록 없음 | 1군 기록 없음 | 1군 기록 없음 | 1군 기록 없음 | 1군 기록 없음 | 1군 기록 없음 |
| 2005 | 현대   | 중견수 | 1군 기록 없음 | 1군 기록 없음 | 1군 기록 없음 | 1군 기록 없음 | 1군 기록 없음 | 1군 기록 없음 | 1군 기록 없음 | 1군 기록 없음 | 1군 기록 없음 | 1군 기록 없음 | 1군 기록 없음 | 1군 기록 없음 | 1군 기록 없음 | 1군 기록 없음 | 1군 기록 없음 | 1군 기록 없음 | 1군 기록 없음 |
| 2006 | 두산   | 좌익수 | 0.284         | 120           | 388           | 76            | 110           | 14            | 6             | 1             | 139           | 32            | 51            | 7             | 40            | 7             | 60            | 1             | 6             |
| 2007 | 두산   | 중견수 | 0.316         | 123           | 465           | 84            | 147           | 20            | 12            | 1             | 194           | 46            | 47            | 14            | 48            | 4             | 74            | 6             | 0             |
| 2008 | 두산   | 중견수 | 0.301         | 122           | 458           | 98            | 138           | 14            | 5             | 0             | 162           | 28            | 47            | 8             | 52            | 4             | 53            | 4             | 2             |
| 2009 | 두산   | 중견수 | 0.276         | 82            | 312           | 48            | 86            | 11            | 4             | 1             | 108           | 28            | 37            | 6             | 28            | 0             | 38            | 5             | 3             |
| 2010 | 두산   | 중견수 | 0.312         | 114           | 413           | 66            | 129           | 16            | 2             | 5             | 164           | 45            | 30            | 13            | 45            | 4             | 46            | 3             | 2             |
| 2011 | 두산   | 중견수 | 0.303         | 121           | 436           | 64            | 132           | 11            | 5             | 5             | 168           | 44            | 20            | 15            | 49            | 5             | 51            | 6             | 4             |
| 2012 | 두산   | 중견수 | 0.240         | 121           | 437           | 57            | 105           | 17            | 1             | 0             | 124           | 39            | 21            | 8             | 43            | 3             | 43            | 2             | 4             |
| 2013 | 두산   | 중견수 | 0.307         | 110           | 401           | 77            | 123           | 23            | 6             | 6             | 176           | 52            | 30            | 7             | 38            | 3             | 57            | 6             | 2             |
| 2014 | NC     | 우익수 | 0.288         | 124           | 438           | 73            | 126           | 28            | 4             | 6             | 180           | 78            | 15            | 4             | 40            | 3             | 60            | 5             | 3             |
| 2015 | NC     | 중견수 | 0.268         | 125           | 440           | 63            | 118           | 25            | 2             | 5             | 162           | 52            | 17            | 4             | 54            | 3             | 78            | 5             | 1             |
| 2016 | NC     | 중견수 | 0.305         | 134           | 453           | 73            | 138           | 24            | 4             | 5             | 185           | 57            | 15            | 3             | 54            | 1             | 73            | 11            | 2             |
| 2017 | NC     | 중견수 | 0.308         | 107           | 318           | 52            | 98            | 15            | 0             | 5             | 128           | 34            | 9             | 2             | 28            | 5             | 30            | 5             | 0             |
| 2018 | NC     | 좌익수 | 0.230         | 43            | 122           | 12            | 28            | 7             | 0             | 1             | 38            | 8             | 1             | 1             | 4             | 0             | 16            | 2             | 0             |
| 통산 | 13시즌 | 외야수 | 0.291         | 1446          | 5081          | 843           | 1478          | 225           | 51            | 41            | 1928          | 543           | 340           | 92            | 523           | 42            | 679           | 61            | 29            |

## 수상 · 타이틀 경력
| 수상 · 타이틀                 | 횟수 | 연도                   |
| ----------------------------- | ---- | ---------------------- |
| KBO 도루왕                    | 1    | 2006년                 |
| KBO 득점왕                    | 1    | 2008년                 |
| KBO 포스트시즌 플레이오프 MVP | 2    | 2007년, 2008년         |
| 골든글러브 외야수 부문        | 3    | 2007년, 2008년, 2010년 |

## 출신 학교
- 서울면목초등학교 (자이언츠 리틀 야구단)
- 홍은중학교
- 선린정보산업고등학교
- 영남대학교 체육학과 99학번

## 같이 보기
- 신고선수
- 한국야구위원회
- 김경문
- 손시헌
- 정수빈
- 김현수
- 정근우
- 이대형
- 이용규